# Holsztyn

Holsztyn (oznaczony kolorem żółtym) na mapie Półwyspu Jutlandzkiego

Holsztyn (niem. Holstein, duń. Holsten, łac. Holsatia) – historyczna kraina w północnych Niemczech, położona pomiędzy Morzem Północnym na zachodzie a Morzem Bałtyckim na wschodzie oraz rzekami Eider na północy i Łabą na południu. W przeszłości znajdowała się we władaniu Danii, Słowian połabskich oraz Sasów.
Historycznie graniczy na północy poprzez Eider ze Szlezwikiem, na wschodzie z dawnymi ziemiami obodryckimi, stanowiącymi od XII-XIII wieku części Lauenburga i Meklemburgii, a na południu poprzez Łabę z Ostfalią i Angrią.

## Historia
Zamieszkana w średniowieczu od zachodu przez plemiona północnych Sasów (Nordalbingów), a od wschodu przez słowiańskich Wagrów ze związku Obodrytów. Przejściowo Nordalbingowie zostali deportowani, a cały obszar był przyznany Obodrytom pod wodzą Drożka. Od roku 1111 hrabstwo Świętego Cesarstwa Rzymskiego. W XII wieku Holsztyn został poszerzony na wschodzie o tereny słowiańskiej Wagrii. Od 1474 przekształcony w księstwo Holsztynu. Pozostawało wówczas w strefie wpływów Danii.
Jeden z książąt Holsztynu, Karl Peter Ulrich von Holstein-Gottorp był w roku 1762 carem Rosji jako Piotr III Romanow. Z rodu Holstein-Gottorp wywodzili się też królowie szwedzcy w okresie 1751–1818.
Holsztyn należał do Cesarstwa do czasu jego rozwiązania w 1806 roku. W latach 1815–1866 państwo Związku Niemieckiego. Wraz z porażką Danii w wojnie duńsko-pruskiej w 1864 zakończył się okres wpływów duńskich w Holsztynie. Holsztyn znalazł się pod administracją Austrii, a w 1866 po porażce Austrii w wojnie z Prusami został włączony do Prus, z którymi pięć lat później został częścią Niemiec. W 1938 fragment Holsztynu, w tym dawne miasta Altona i Wandsbek, przyłączono do Hamburga na mocy ustawy o Wielkim Hamburgu.
Obecnie jest to południowa część niemieckiego kraju związkowego Szlezwik-Holsztyn.

## Miasta

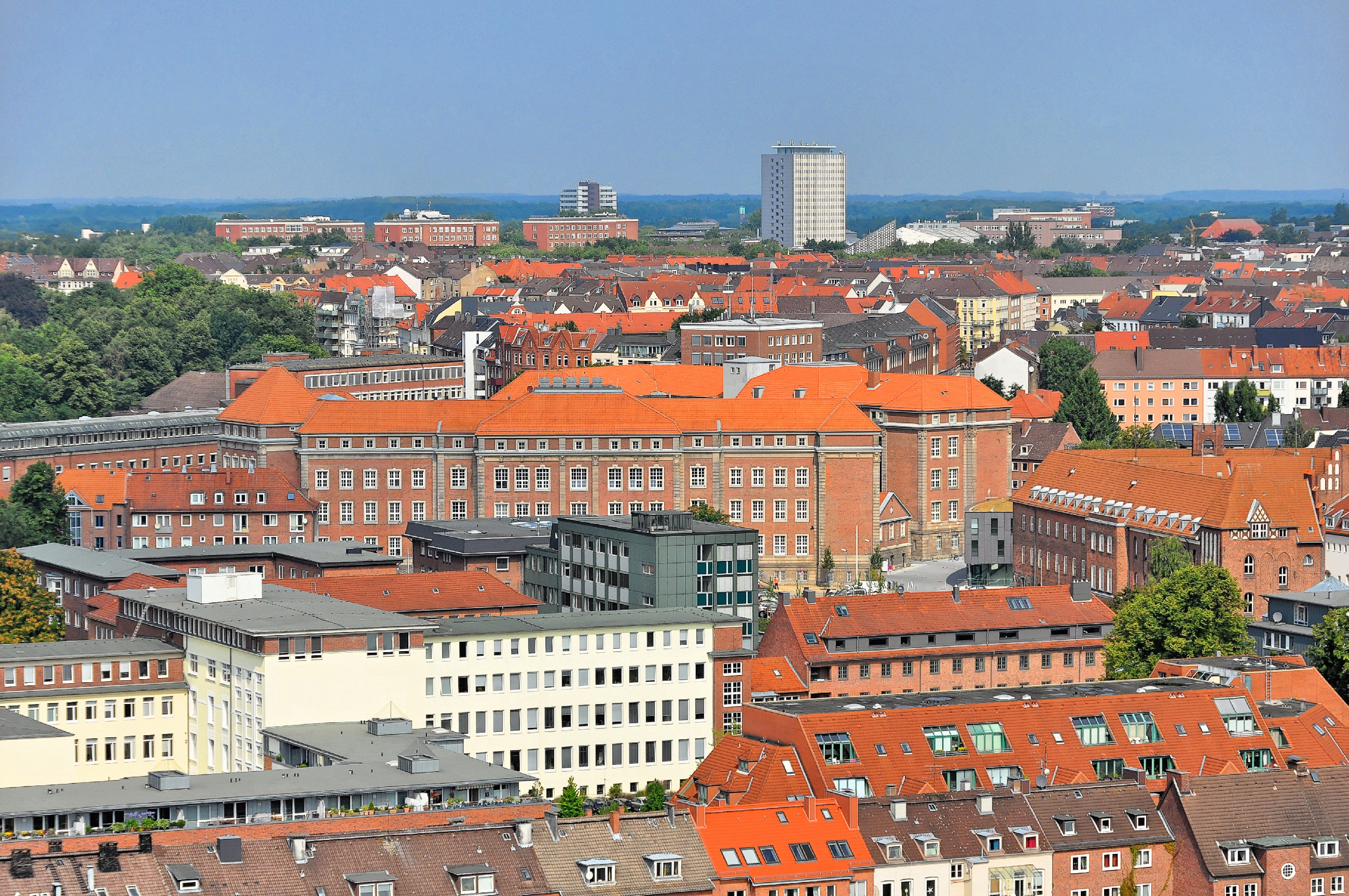
Kilonia

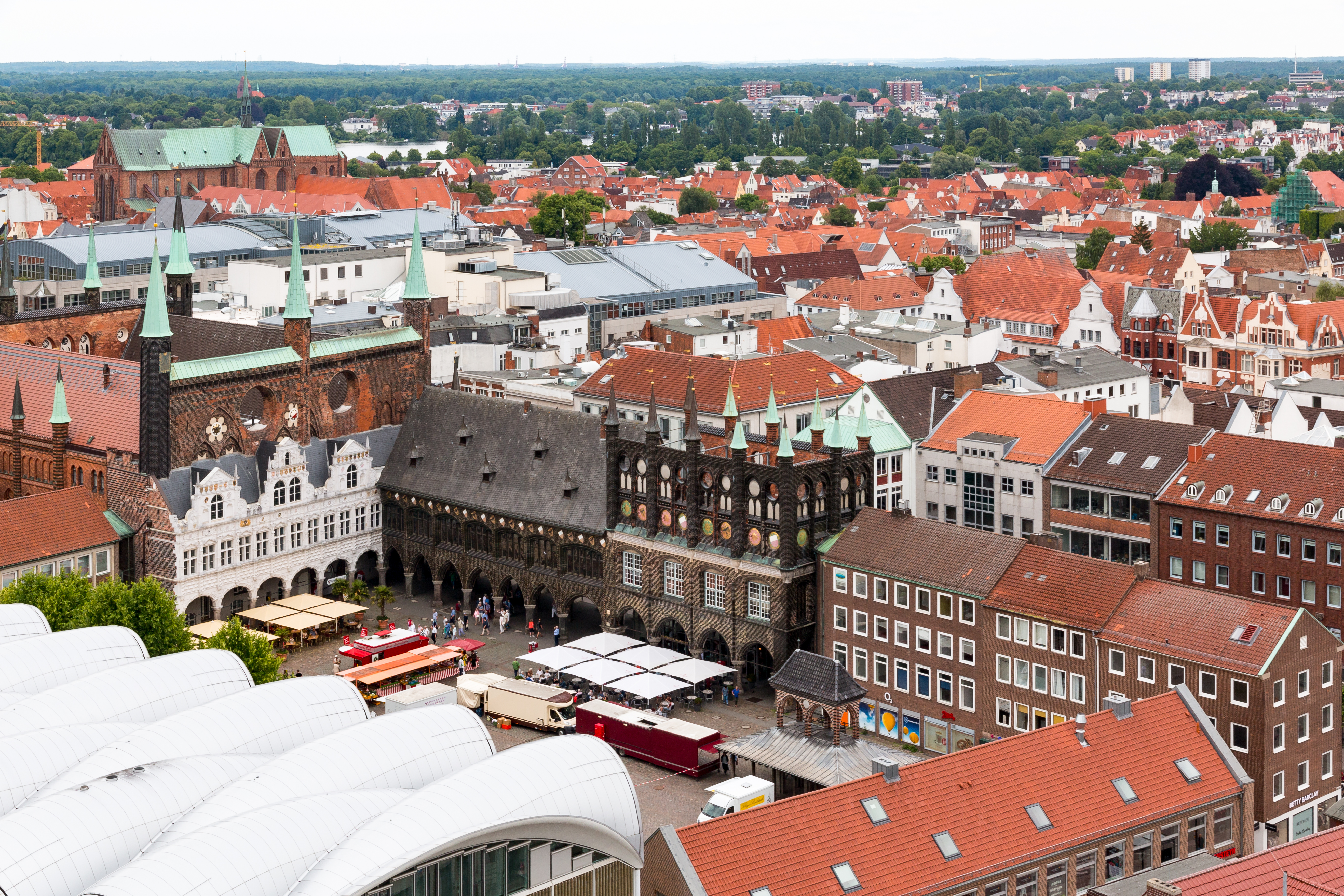
Lubeka

Największe miasta regionu:
|     | miasto        | populacja (31.12.2015) |
| --- | ------------- | ---------------------- |
| 1.  | Kilonia       | 246 306                |
| 2.  | Lubeka        | 218 253                |
| 3.  | Neumünster    | 79 197                 |
| 4.  | Norderstedt   | 76 712                 |
| 5.  | Elmshorn      | 48 684                 |
| 6.  | Pinneberg     | 42 266                 |
| 7.  | Wedel         | 32 890                 |
| 8.  | Ahrensburg    | 32 606                 |
| 9.  | Itzehoe       | 31 771                 |
| 10. | Rendsburg     | 27 617                 |
| 11. | Reinbek       | 27 048                 |
| 12. | Bad Oldesloe  | 24 938                 |
| 13. | Heide         | 21 422                 |
| 14. | Quickborn     | 20 608                 |
| 15. | Kaltenkirchen | 20 336                 |